# Condenados a vivir
Condenados a vivir es una película del año 1972 dirigida por el cineasta español Joaquín Luis Romero Marchent (hermano del también director Rafael Romero Marchent). Más que un spaghetti western es un thriller violento y sangriento (tipo slasher) ambientado en el oeste americano, aunque es de lo mejor del género.

## Argumento
Un grupo de convictos asesinos es trasladado bajo la atenta mirada de un sargento y su hija, pero en realidad esto es una mera excusa para trasladar oro, el cual está camuflado entre las cadenas de los presos. Cuando la diligencia revienta, el camino será a pie, y por si fuera poco, uno de los reclusos es el asesino de la mujer del sargento.